# Tyndallhydrus caraboides
Tyndallhydrus caraboides är en skalbaggsart som beskrevs av Sharp 1882. Tyndallhydrus caraboides ingår i släktet Tyndallhydrus och familjen dykare. Inga underarter finns listade i Catalogue of Life.